# Światowy Dzień Wegan
Światowy Dzień Wegan, ang. World Vegan Day – święto obchodzone przez wegan na całym świecie 1 listopada, dla upamiętnienia powstania Towarzystwa Wegańskiego, Vegan Society, w 1944 roku.
Celem święta jest promowanie weganizmu, czyli wyeliminowania produktów pochodzenia zwierzęcego nie tylko ze swojej diety, ale i w ogóle z życia. Akcje uświadamiające na temat zwierząt przeznaczonych do ubojni i ochrony środowiska: kwestia zanieczyszczeń płynących z farm zwierzęcych, oraz zabezpieczanie soi i zbóż dla milionów niedożywionych ludzi na świecie.
Motywacją wegan jest „współczucie dla cierpiących oraz szacunek dla życia”.

## Obchody w Polsce
Ponieważ 1 listopada w Polsce obchodzone jest święto Wszystkich Świętych, w kraju weganizm promowany jest 1 października, przy okazji Światowego Dnia Wegetarianizmu.